# Tipula beieri
Tipula beieri är en tvåvingeart som beskrevs av Mannheims 1954. Tipula beieri ingår i släktet Tipula och familjen storharkrankar. Inga underarter finns listade i Catalogue of Life.